# Girolamo Baruffaldi
Pour les articles homonymes, voir Girolamo Baruffaldi (junior) et Baruffaldi.
Girolamo Baruffaldi (francisé en Jérôme Baruffaldi) (né le 17 juillet 1675 à Ferrare, en Émilie-Romagne, et mort à Cento le 31 mars 1755) est un prêtre, poète, dramaturge et historien italien du XVIIIe siècle. Après avoir embrassé la carrière ecclésiastique, Girolamo Baruffaldi étudie l'archéologie et l'histoire, et se consacre principalement à la poésie. Il fut professeur de belles-lettres et grand vicaire à Ferrare, et forma chez lui une petite académie, sous le titre de la Vigna.

## Biographie

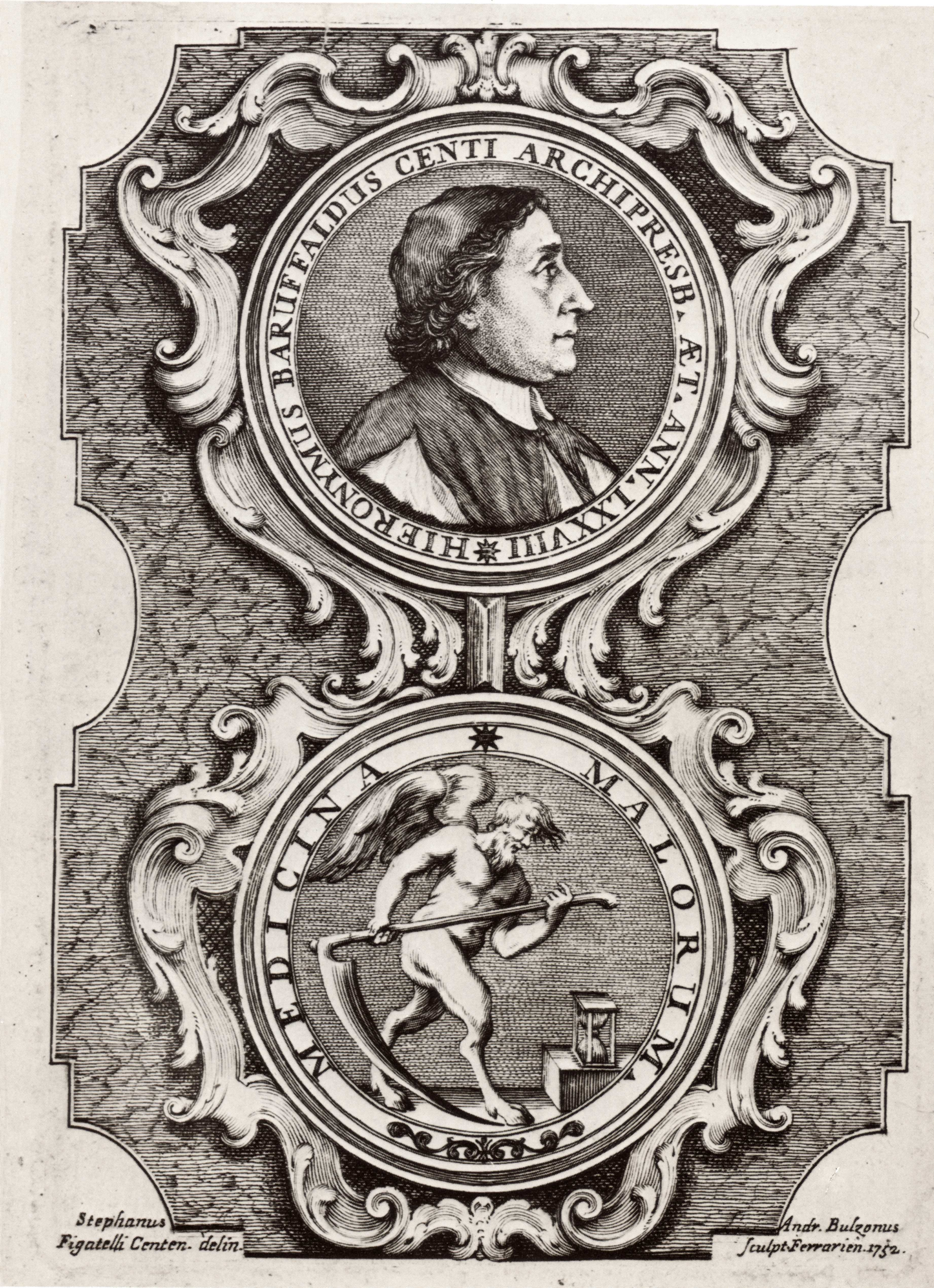
Andrea Bolzoni, Portrait de Girolamo Baruffaldi, 1752

Girolamo Baruffaldi naquit à Ferrare le 17 juillet 1675. S’étant destiné de bonne heure à l’état ecclésiastique, il fit de bonnes études en philosophie, en théologie, et en droit canonique, après avoir fini les études grammaticales, et littéraires qui emploient ordinairement les premières années de la jeunesse. Il reçut la prêtrise en 1700, et obtint, sept ans après, un bon bénéfice dans la Cathédrale de Ferrare. Il était déjà de l’académie des Intrepidi de cette ville, et de plusieurs autres académies. Il cultiva l’éloquence sacrée, et prêcha souvent avec éclat, tant à Ferrare que dans d’autres villes. Sa réputation s’étendit dans l’Italie et bientôt même en France, où l’abbé Bignon, garde de la bibliothèque du roi voulut l’attirer. Baruffaldi refusa, pour ne pas affliger son père. Il en fut séparé par des persécutions et des injustices. Son père, qui était un antiquaire, passionné surtout pour les antiquités de sa patrie, avait formé une collection considérable de manuscrits, de médailles et d’autres objets relatifs ce genre d’étude ; le fils l’avait encore augmentée, surtout en manuscrits et en titres originaux. Il s’éleva alors un grand procès au sujet du domaine de Ferrare : des envieux le dénoncèrent comme pouvant faire, ou même ayant fait usage de ses livres contre les intérêts du souverain. Il fut condamné, sans préliminaire et sans être entendu, à être dépouillé de ses livres, et exilé, de Ferrare et de tout l’état ecclésiastique. La sentence lui fut signifiée, et fut exécutée le 17 juillet 1711, jour anniversaire de sa naissance. Il lui fallut deux ans pour obtenir justice, mais il l’obtint enfin ; on lui rendit d’abord la liberté de retourner à Ferrare, ensuite sa bibliothèque. Son rappel lui fut annoncé par une lettre pontificale très-honorable ; mais le pape aurait mieux fait de ne se point mettre dans la nécessité de la lui écrire. L’innocence de Baruffaldi et la gaîté naturelle de son humeur l’aidèrent à supporter paisiblement cette disgrâce. Il prépara, pendant son exil, et acheva même plusieurs ouvrages, qu’il donna ensuite au public. Cette persécution augmenta encore la considération dont il jouissait dans sa patrie. On créa pour lui, dans l’université, une chaire honoraire de théologie, qu’il occupa jusqu’à ce que celle de belles-lettres vint à vaquer. Celle-ci lui fut alors donnée, et il en ouvrit les cours en 1724. L’archevêque de Ravenne le nomma son vicaire général à Ferrare. Le chapitre de la cathédrale lui avait conféré, en 1721, un canonicat vacant ; mais cette collation fut attaquée par les tribunaux de Rome, et le chapitre et le nouveau chanoine perdirent leur procès. Il en fut bien dédommagé par l’archi-prêtrise de l’église collégiale de Cento, qui lui fut offerte, en 1729, par les électeurs, et qu’après quelque résistance il se résolut enfin à accepter. Il avait établi chez lui, à Ferrare, une réunion d’amis, tous gens de lettres, qui devint une académie, sous le titre de la Vigna ; il y prit lui-même le nom académique d’Enante Vignajuolo, sous lequel ont paru plusieurs de ses ouvrages. Depuis sa nomination à l’archi-prêtrise, il partagea son séjour entre Cento et Ferrare. Il fut frappé dans cette dernière ville, en 1753, d’une attaque d’apoplexie, dont il revint, mais avec la perte de presque toutes ses facultés, et ne pouvant plus ni parler ni écrire ; il succomba enfin, et mourut la nuit du dernier jour de mars au premier d’avril 1755.

## Œuvres (sélection)

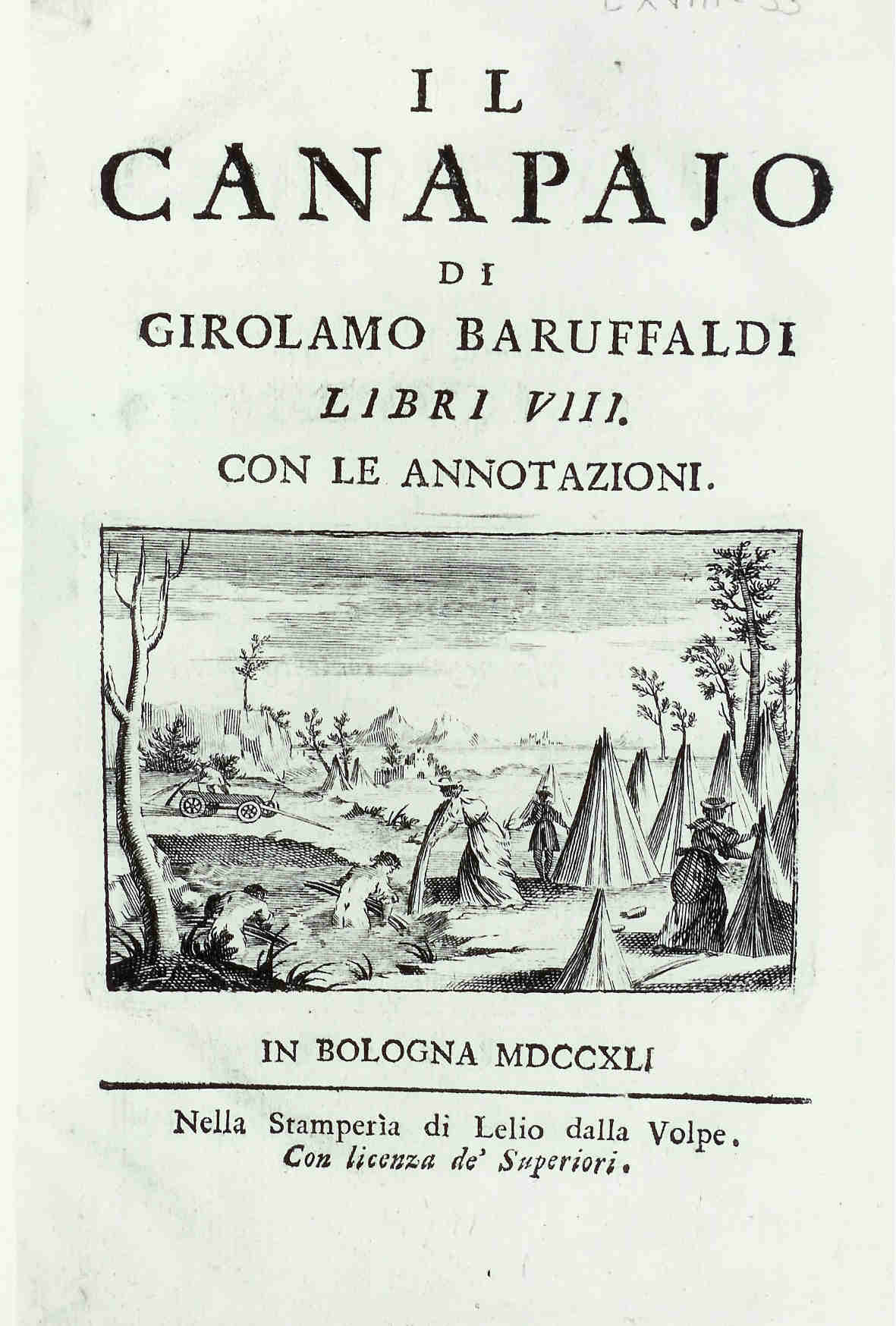
Il Canapaio, Bologna, Lelio della Volpe, 1741

- Dissertatio de poetis Ferrariensibus, Ferrare, 1698, in-4°, réimprimée dans le tom. IX, part. 8 du Thesaur. Antiquit. ital. de Grævius.
- Dissertatio de præficis ad illustrationem urnæ sepulchralis Fl. Quartillæ præficæ, etc., Ferrare, 1713, in-8°, et insérée dans le tom. III du Novus Thesaur. Antiquit. roman. de Sallengre.
- Studiorum ephemerides almæ Ferrariensis universitatis ejusque collegiorum, 6 petits vol. in-12, Ferrare, depuis 1725 jusqu’en 1730.
- Dell’istoria di Ferrara lib. IX, etc., Ferrare, 1700, in-4°. Cette histoire, qui donne dans le plus grand détail les événements arrivés depuis 1655 jusq’en 1700 même, et dans laquelle l’auteur s’exprimait trop librement sur des faits relatifs à l’affaire du domaine de Ferrare, qui s’agitait alors, fut la première cause de sa disgrâce. Il l’appelait dans la suite : Libro di Verità, non di prudenza.
- Commentario istorico-erudito all'iscrizione eretta nell'almo Studio di Ferrara l'anno 1704 in memoria del famoso Antonio Musa Brasavola Ferrarese, Ferrare, Bernardino Pomatelli 1704, in-4° (1704).
- Annotazioni sopra il trattato delle particelle e dei verbi della lingua italiana del Cinonio. Ces observations sont imprimées sous le seul nom d’un Accademico Intrepido, ou d’un membre de l’académie des Intrepidi, à la  suite de l’ouvrage même de Cinonio, sur les particules, Ferrare, 1709 et 1711, in-4°.
- Lettera difensiva di messer Antonio Tibaldeo di Ferrara al sig. Dottore Lod. Ant. Muratori da Modena, 1709. Muratori avait traité peu favorablement, son livre Della perfetta Poesia, le Tibaldeo, poète ferrarais du XVe siècle. Baruffaldi, dans cette lettre, dont il ne s’avoua point l’auteur, répond, au nom de son compatriote, aux critiques de Muratori.
- Rime scelte di poeti ferraresi antichi e moderni, etc., Ferrare, 1713, in-8°. Baruffaldi n’est pas le seul à qui soit dû ce recueil, mais il est auteur du discours qui le précède, sur l’origine de la poésie à Ferrare, et des notices qui le suivent, sur tous les poètes dont il contient des vers ; et ces pièces, très-utiles pour l’histoire littéraire, donnent beaucoup de prix au recueil.
- La Tabaccheide ditirambo, colle annotazioni, Ferrare, 1714, in-4°. C’est un poème à peu près dans le genre du Bacco in Toscana de Redi, mais moins bon et beaucoup plus long, puisqu’il n’a pas moins de deux mille cent quarante-six vers de toutes mesures.
- Il concilio de’ pianeti (1729) — Serenata ; mise en musique par Tomaso Albinoni
- Le XVe chant du poème intitulé : Bertoldo, Bertoldino e Cacasenno, imprimé pour la première fois, avec des gravures et des notes, à Bologne, in-4°.
- Il Grillo, poème en dix chants, à peu près du même genre que le Bertoldo, et qu’il donna sous son nom académique d’Enante Vignajuolo, Vérone 1738, in-8° ; Venise et Lucques, la même année, aussi in-8°.
- Il Canapajo lib. VIII, Bologne, 1741, in-4°, poème didactique sur la culture du chanvre, regardé comme le meilleur ouvrage de son auteur, et l’un des meilleurs poèmes didactiques italiens. Il est suivi de notes explicatives, et d’autres opuscules qui complètent l’instruction sur cette culture.
- I Baccanali, poèmes dithyrambiques, mais de moins d’étendue que la Tabaccheide, furent d’abord imprimés chacun à part ; le premier, en 1710, ensuite les dix premiers ensemble, Venise, 1722, in-12. Seize autres furent aussi imprimés séparément, depuis 1727 jusqu’en 1750, puis ensemble, et réunis aux dix premiers, en tout vingt-six Baccanali, avec des arguments à chacun pour en indiquer le sujet, Bologne, 1758, 3 vol. in-8°. Le 3e volume est rempli par la Tabaccheide, reimprimée avec beaucoup de nouvelles notes, que l’auteur avait préparées pour une seconde édition.
- Cinq pièces de théâtre, que nous réunirons ici dans un seul article : 1° Clizia, scena pastorale cantata in musica nel teatro Scroffa, Ferrare, 1716, in-4° ; 2° Ezzelino, tragedia in versi sciolti, Venise, 1721, in-8° corrigée et améliorée, Ferrare, 1722, 1726 et 1727, in-8° ; 3° Giocasta la giovine, tragedia di scena mutabile, etc., avec un discours sur les changements de scène, Faenza, 1725, in-8° ; Venise, 1727, in-8° ; 4° la Deifobe, tragedia, Paris, 1727, in-8°. Quoique cette pièce eût paru sous le nom de Baruffaldi, il publia une déclaration qui avertissait le public qu’elle n’était point de lui, qu’il n’avait fait qu’en corriger quelques vers, et qu’il l’avait tirée d’un manuscrit mal en ordre, intitulé l’Albamora, qui avait appartenu à une troupe de comédiens ; 5° il Sacrifizio d’Abele, rappresentazione sacra, Bologne, 1739, in-8°. On trouve parmi ses posthumes, et restés inédits, d’autres pièces de théâtre, il Pastor buggiardo, favola pastorale ; Statira, tragedia, et Bertoldo in corte.
- Grand nombre d’opuscules de tout genre, tant en vers qu’en prose, et beaucoup de poésies dans différents recueils.